# A mogyoró-meló 2.
A mogyoró-meló 2. (eredeti cím: The Nut Job 2: Nutty by Nature) 2017-ben bemutatott kanadai-dél-koreai-amerikai 3D-s számítógépes animációs kalandfilm,  filmvígjáték,  rendezője Cal Brunker, a producerei Harry Linden, Bob Barlen, Youngki Lee, Jongsoo Kim, Sunghwan Kim, Jonghan Kim és Li Li Ma, az írói Scott Bindley, Cal Brunker és Bob Barlen, a zeneszerzője Heitor Pereira. A mozifilm az Open Road Films, a ToonBox Entertainment, a Gulfstream Pictures, a Red Rover International és a Shanghai Hoongman gyártásában készült, az Open Road Films forgalmazásában jelent meg.
Amerikában 2017. augusztus 11-en mutatták be, Magyarországon 2017. augusztus 17-én.

## Szereplők
| Szereplő               | Eredeti hang         | Magyar hang           | Leírás                                 |
| ---------------------- | -------------------- | --------------------- | -------------------------------------- |
| Grimbusz               | Will Arnett          | Varga Gábor           | Egy lila mókus                         |
| Bizsu                  | Maya Rudolph         | Nemes Takách Kata     | Egy mopsz szuka                        |
| Mr. Feng               | Jackie Chan          | Kassai Károly         | Egy utcai egér                         |
| Andie                  | Katherine Heigl      | Mezei Kitty           | Egy narancssárga mókus                 |
| Muldoon polgármester   | Bobby Moynihan       | Mikó István           | Oakton City polgármestere              |
| Frankie                | Bobby Cannavale      | Lippai László         | Egy kan francia buldog                 |
| Heather                | Isabela Moner        | Hermann Lilla         | Muldoon polgármester elkényeztet lánya |
| Vakond                 | Jeff Dunham          | Elek Ferenc           | Egy vakond, aki a Andie-nek dolgozik   |
| Jamie                  | Kari Wahlgren        | Bogdán Gergő          | Egy mormota, Jimmy és Johnny húga      |
| Jimmy                  | Gabriel Iglesias     | Sebestyén András      | Egy mormota, Jamie egyik bátyja        |
| Johnny                 | Sebastian Maniscalco | Fekete Zoltán         | Egy mormota, Jamie másik bátyja        |
| Gunther                | Peter Stormare       | Gubányi György István | Svéd gyepmester                        |
| Redline                | Robert Tinkler       | Penke Bence           | Egy kék egér                           |
| A polgármester segédje | TBA                  | Sörös Miklós          | Muldoon polgármester segédje           |
| Egér bíró              | TBA                  | Szokol Péter          | Egy egér                               |
| Kicsi mókus            | TBA                  | Szalay Csongor        | Egy mókus                              |
| Mókusok                | TBA                  | Szűcs Péter Pál       | Mókusok                                |
| Mókusok                | TBA                  | Bódy Gergely          |                                        |
| Mókusok                | TBA                  | Berkes Bence          |                                        |
| Mókusok                | TBA                  | Czető Ádám            |                                        |